# Ludovisi (rione de Roma)

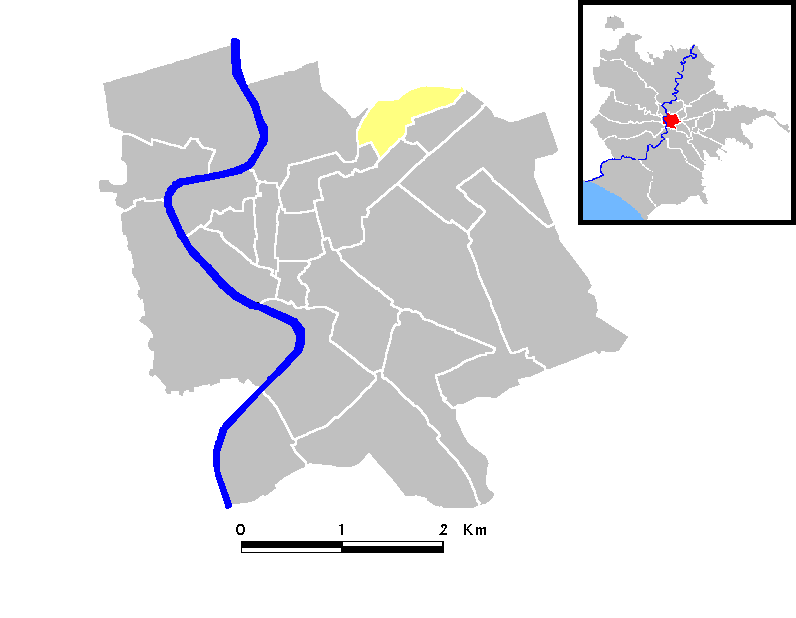
Mapa do Rione XVI - Ludovisi.

Ludovisi  é um dos vinte e dois riones de Roma, oficialmente numerado como Rione XVI, localizado no Municipio I. Até o século XIX, a região era uma bela villa dos Ludovisi, aVilla Ludovisi, quase totalmente destruída para a construção do novo distrito. Apenas alguns remanescentes, como o Casino di Villa Boncompagni Ludovisi, sobreviveram.
Entre suas ruas, a mais importante é a Via Veneto.

## História

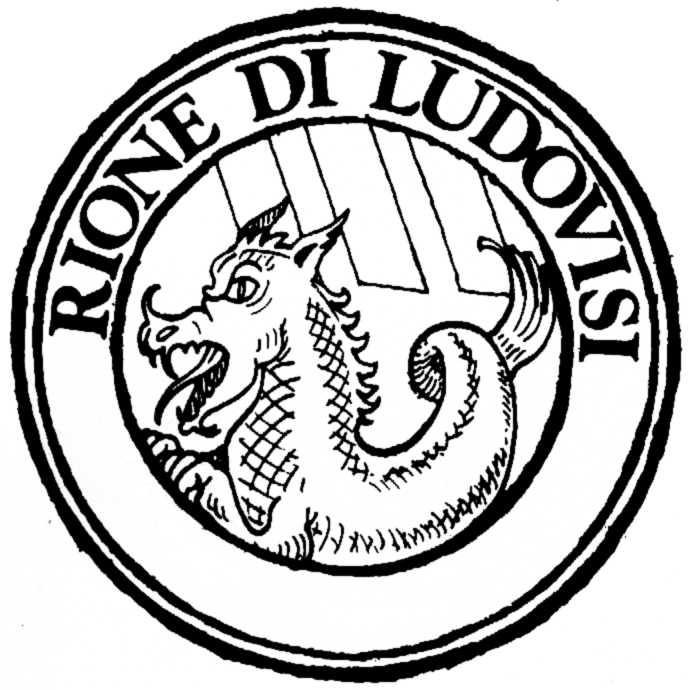
Brasão de Ludovisi: três faixas douradas e um dragão dourado, tudo em fundo vemelho. É o brasão da família Ludovisi.

Ludovisi é um dos riones criados após a unificação da Itália (assim como San Saba, Testaccio e Prati, nascido na convenção de 1886 entre os herdeiros dos Ludovisi, os Boncompagni de Piombino, e a Comuna de Roma. Pelos seus termos, o príncipe de Piombino entregou para ser loteada a Villa Ludovisi, cerca de 25 hectares de parques entre a Muralha Aureliana e o centro histórico dos riones Trevi e Colonna, uma propriedade que, entre os séculos XVII e XIX, chegava até a Porta Salária (moderna piazza Fiume).

### Urbanização
Este loteamento, com sua história e seus protagonistas, pode ser considerado como um episódio exemplar do desenvolvimento iniciado pelos Saboia em sua nova capital, desenvolvimento fundamentado na especulação imobiliária que atraiu interessados de toda a Europa e, no espaço de menos de vinte e cinco anos, levou ao Escândalo da Banca Romana.
Em 1862, foi fundada, em Turim, a Società Generale Immobiliare, que veio seguindo a capital do nascente Reino da Itália, dos Saboia, conforme ela avançava para Roma, primeiro mudando-se para Florença (ainda em 1862) e depois para Roma (1880). Ela tornou-se a grande protagonista, por mais de um século, da especulação imobiliária na cidade de Roma.
Sobre o desenvolvimento do novo rione Ludovisi, pode-se dizer que o projeto de loteamento foi o mesmo do utilizado pela Sociedade no resto da capital. Não é de se estranhar a inclusão do príncipe Ignazio Boncompagni di Piombino entre os dezoito integrantes da "junta provisória" que passou a governar Roma (6 nobres, 4 burgueses e 8 proprietários de terras e comerciantes rurais), que tinha, entre suas prioridades iniciais, a formação de uma comissão de arquitetos e engenheiros encarregados de selecionar os projetos "para a construção de novos quartiere nas regiões [da cidade] que prioritariamente se destinariam a novas construções". A região citada foi a zona alta entre o Esquilino e o Píncio, já identificada por sua proximidade da Estação Termini, e cujos lotes já estavam sendo vendidos a investidores do norte da Itália e estrangeiros.
Depois de estudos, opiniões e debates, o primeiro plano regulatório do desenvolvimento da "terceira Roma", foi firmado em Viviano em 1873, legitimando as sete convenções com a Comuna de Roma para a edificação de novos quartiere que o Estado já havia ratificado "independente de tudo". A primeira convenção, com os Merode sobre o vale de San Vitale, já estava firmada antes da conquista da cidade; outros novos riones foram programados no Célio, Esquilino, Castro Pretório e Testaccio ("pela arte glamorosa, grandes escritórios, depósitos e edifícios para abrigar os operários"), totalizando mais de 100 hectares e uma previsão de mais de 50 000 residentes. Restavam naquela época o Prati di Castello, considerada uma zona politicamente sensível por causa da proximidade com o Vaticano.
Passaram-se depois mais de dez anos, durante os quais continuaram a crescer os novos imóveis e os preços das áreas ainda livres, até a aprovação, em 1883, com base numa lei de 1881, de uma plano regulatório oficial e vinculante. Embora este "Plano Viviani" previsse a inviolabilidade da Villa Ludovisi, a nobreza urbana também queria participar da especulação. Assim, o príncipe (apenas titular na época) Rodolfo Boncompagni estipulou, num acordo com a cidade em 1886 e com a Società Generale Immobiliare, o loteamento e a "construção de um bairro de habitações privadas na antiga Villa Ludovisi". É notável que, neste acordo, Giuseppe Giacomelli, administrador delegado da SGI, era também o "procurador geral" do príncipe Rodolfo.
O negócio foi concluído às vésperas da crise que envolveu o príncipe de Piombino e levou a SGI à beira da falência, da qual se salvou, em 1898, granças a uma concordata com os credores. Superada a fase aguda da crise, a construção dos terrenos loteados ganhou força: imóveis elegantes já estavam construídas na via di Porta Pinciana, em 1890 foi concluído o Palazzo Margherita, em 1905 surgiu a Villa Maraini, o Hotel Flora e o Hotel Excelsior, e, em 1906, a via Veneto.

## Vias e monumentos
- Piazza Barberini
  - Fontana delle Api
- Piazza Fiume
- Porta Pinciana
- Via Veneto

## Edifícios

### Palácios evillas
- Palazzo Coppedè a Via Veneto
- Palazzo Margherita, sede da embaixada dos EUA
- Palazzo Piacentini a Via Veneto, sede do Ministério do Desenvolvimento Econômico
- Villa Ludovisi (destruída)
  - Casino di Villa Boncompagni Ludovisi (Casino dell'Aurora ou Casino del Monte)
- Villa Medici
- Villino Florio
- Villino Folchi
- Villino Maraini

### Outros edifícios
- Convento di Sant'Isidoro
- Liceo Ginnasio Torquato Tasso
- Hotel Excelsior

### Igrejas
- Sant'Isidoro a Capo le Case
- Santa Maria Immacolata a via Veneto (Santa Maria della Concezione dei Cappuccini)
- Santa Maria Regina dei Cuori
- Santa Maria Regina dei Minori (antiga Corpus Christi)
- San Marone
- San Patrizio a Villa Ludovisi
- Santissimo Redentore e Santa Francesca Saverio Cabrini

Igrejas desconsagradas
- San Giuseppe Calasanzio
- San Lorenzo da Brindisi

Templos não-católicos
- Christuskirche
- Sant'Andrea di Grecia